# روبرت هيرش
روبرت هيرش (بالفرنسية: Robert Hirsch )‏
```
(و. 
1925 – 2017 
م
) هو ممثل أفلام، 
وممثل مسرحي
، 
وممثل تلفزي
 فرنسي، بدأ مشواره المهني سنة 1951، توفي في 
باريس
، عن عمر يناهز 92 عاماً، بسبب سقوط.
```

## مناصب
تولى منصب شريك في المسرح الوطني الفرنسي ‏.

## التعليم
تعلم في المعهد الوطني العالي للفنون الدرامية ‏، ومدرسة رينيه سيمون للفنون الدرامية ‏.

## جوائز
حصل على جوائز منها:
- قائد الفنون والآداب.

## وصلات خارجية
- روبرت هيرش على موقع IMDb (الإنجليزية)
- روبرت هيرش على موقع روتن توميتوز (الإنجليزية)
- روبرت هيرش على موقع ألو سيني (الفرنسية)
- روبرت هيرش على موقع قاعدة بيانات الأفلام السويدية (السويدية)
- روبرت هيرش على موقع ديسكوغز (الإنجليزية)
- روبرت هيرش على موقع قاعدة بيانات الفيلم (الإنجليزية)
- روبرت هيرش على موقع كينوبويسك (الروسية)
- روبرت هيرش في قاعدة بيانات الأفلام على الإنترنت